# Веселі Чумаки
Веселі Чумаки́ — село в Україні, у Нивотрудівській сільській територіальній громаді Криворізького району Дніпропетровської області.
Населення — 93 мешканці.

## Географія
Село Веселі Чумаки розташоване за 2 км від каналу Дніпро — Кривий Ріг. На півдні межує з селом Нива Трудова, на півночі з селом Єлизаветпілля, та на заході з селом Новоукраїнське. Поруч проходить залізниця, станція Нива Трудова за 2 км.

## Побут
Село газифіковане, мешканці села забезпечені телефонним зв'язком.

## Населення
Згідно з переписом УРСР 1989 року чисельність наявного населення села становила 70 осіб, з яких 35 чоловіків та 35 жінок.
За переписом населення України 2001 року в селі мешкало 100 осіб.

### Мова
Розподіл населення за рідною мовою за даними перепису 2001 року:
| Мова       | Відсоток |
| ---------- | -------- |
| українська | 86,02 %  |
| російська  | 10,75 %  |
| білоруська | 2,15 %   |
| інші       | 1,08 %   |